# The Prom (musical)
The Prom és un musical amb música de Matthew Sklar, lletres de Chad Beguelin i llibret de Bob Martin i Beguelin, basat en una idea original de Jack Viertel. El musical segueix quatre actors de Broadway lamentant els seus dies de fama, mentre viatgen a la conservadora ciutat de Edgewater, Indiana, per ajudar una estudiant lesbiana a qui se li ha prohibit de portar la seva xicota al ball de secundària.
El musical va fer la seva estrena mundial al Alliance Theatre d'Atlanta, Geòrgia, el 2016 i es va estrenar a Broadway al Longacre Theatre l'octubre del 2018.
L'11 de desembre de 2020 es va estrenar una adaptació cinematogràfica, produïda i dirigida per Ryan Murphy.

## Rerefons
El 2010, Constance McMillen era sènior a l'Itawamba Agricultural High School de Fulton, Mississippi. Tenia plans de portar a la seva xicota al seu ball de graduació i portar un esmòquing i, en resposta, el consell escolar li va prohibir assistir. McMillen va impugnar la decisió del consell; en resposta, la junta va decidir cancel·lar completament el ball de graduació sènior d'aquell any. McMillen i l'ACLU van demandar el seu districte escolar i un tribunal federal va declarar culpable al Districte Escolar d'Itawamba de violar els drets de McMillen segons la Primera Esmena. No obstant això, el jutge no va obligar el districte escolar a restablir el ball de graduació.
A més, McMillen va ser enviat a un fals ball de graduació al qual van assistir només set estudiants, dos dels quals tenien dificultats d'aprenentatge. La festa de ball falsa es va celebrar en un club de camp, mentre que la festa real, organitzada pels pares, es va celebrar en un lloc secret.
Celebritats, com Green Day, Cat Cora i Lance Bass van reunir a través de les xarxes socials per mostrar el seu suport a McMillen i van acordar ajudar a patrocinar un ball de segona oportunitat, on McMillen i la seva xicota podrien assistir sense reaccions homòfobes.

## Produccions

### Atlanta (2016)
L'espectacle es va representar l'Alliance Theatre d'Atlanta del 18 d'agost al 25 de setembre del 2016. Casey Nicholaw va ser la directora i coreògrafa, amb escenografia de Scott Pask, vestuari d' Ann Roth i Matthew Pachtman, il·luminació de Kenneth Posner i so de Peter Hylenski.

### Broadway (2018)
L'espectacle va començar les prèvies Longacre Theatre el 23 d'octubre de 2018, amb estrena oficial el 15 de novembre de 2018. La producció es va tancar l'11 d'agost de 2019, després d'haver tocat 23 prèvies i 309 representacions regulars. La producció va costar 13,5 milions de dòlars i no va recuperar la seva inversió.

### Gira nacional (2021)
Es preveu que una gira nacional per The Prom comenci el febrer de 2021 a Providence, Rhode Island.

## Argument

### Acte primer
El musical comença a Broadway, on Eleanor!: The Eleanor Roosevelt Story celebra la nit d'estrena amb els membres del repartiment principal Dee Dee Allen i Barry Glickman ("Changing Lives"). El musical és destrossat pel The New York Times perquè Dee Dee i Barry no entenen els seus personatges, ja que són massa egocentrics, cosa que fa que l'espectacle es tanqui la nit d'obertura. Per millorar la seva imatge, els actors decideixen assumir "una causa" per semblar desinteressats. Es relacionen amb dos actors més: Trent Oliver, un estudiant de la Juilliard School que va tenir sort, i que acaba de ser escollit a la gira non-Equity de Godspell, i Angie Dickinson, una noia del cor de tota la vida que acaba de deixar el seu treball de 20 anys al musical Chicago després que els productors no la deixessin agafar el paper de Roxie Hart. Després de buscar una causa a Twitter, troben l'Emma, una adolescent d'Indiana que l'associació de pares i professors va cancel·lar el seu ball perquè volia portar la seva xicota. En veure l'oportunitat i una certa connexió personal, els actors decideixen anar a Indiana per ajudar ("Changing Lives (Reprise)").
De tornada a Indiana, l'Emma s'enfronta a un assetjament sever, però es recorda a si mateixa que respira i que no tothom és tan cruel ("Just Breathe"). El senyor Hawkins, el director de l'escola i aliat d'Emma, li informa que ha parlat amb l'advocat de l'estat i que creu que tenen l'oportunitat de restablir el ball de graduació. L'escola manté una reunió amb el PTA per discutir la restauració del ball de graduació. A mesura que Emma i el senyor Hawkins comencen a avançar, Dee Dee, Barry, Angie i Trent entren amb cartells de protesta per donar suport a Emma. Dee Dee recorda a tothom quina bona persona és per fer això mentre afirma que això no tracta d'ella, humiliant Emma ("It's Not About Me"). Després de la reunió, es revela que la noia que Emma vol portar al ball de graduació és Alyssa, una estudiant popular però armada i filla de la senyora Greene. Els dos discuteixen mentre Alyssa culpa l'Emma de tota la publicitat al voltant del ball, però Emma la tranquil·litza q ue tampoc volia això i que només vol estar amb ella ("Dance with You"). Els actors intenten celebrar un míting per inspirar l'acció d'Emma, però només poden reservar l'espectacle a la mitja part en un míting de monster truck. Actuen junt amb el repartiment de Godspell ("The Acceptance Song") que no pertany a la gira. La representació no té èxit.
Més tard es va saber que el fiscal de l'Estat va dictaminar que l'escola havia de celebrar un ball de graduació. Emma dona les gràcies als actors, i el senyor Hawkins i Dee Dee van a Applebee's a celebrar-ho. Amb el ball de nou en marxa, els estudiants comencen a "promoure" els uns als altres. Emma demana oficialment a Alyssa aquest nou ball i ella accepta, prometent sortir per estar amb ella ("You Happened"). A Applebee's, el senyor Hawkins, un gran fan de Dee Dee, li explica quant li inspira ("We Look to You"). Barry ajuda l'Emma a preparar-se per al ball i revela que tampoc va tenir l'oportunitat d'anar al ball. Mentrestant, a tota la ciutat, altres adolescents també es preparen per al ball de graduació ("Tonight Belongs To You"). Mentre l'Emma espera fora del gimnàs, demana a Barry que la porti perquè està nerviosa. Quan entren, s'adonen que el gimnàs està buit. El senyor Hawkins, que intenta desesperadament resoldre el problema, revela que el PTA ha preparat un altre ball de graduació a tota la ciutat i aquest només per a Emma, tal com requeria l'advocat de l'estat. Dee Dee té pànic que aquest fals ball de graduació sigui una mala premsa per a ella, cosa que enfada el senyor Hawkins quan s'assabenta de les veritables intencions de Dee Dee. Emma truca a Alyssa que li diu que no sabia res de l'altre ball de graduació. Emma li demana que vingui a estar amb ella, però ella es nega a sortir. Devastada, Emma surt del gimnàs demanant a tots els actors que se'n vagin a casa.

### Acte segon
Després del fals ball de graduació, augmenta el frenesí mediàtic al voltant de tot l'esdeveniment. Els actors animen l'Emma a intensificar i convertir-se en la cara de la història, però té massa por. Angie l'anima ensenyant-li el zazz, compartint amb ella una història sobre Bob Fosse i la producció original de Chicago ("Zazz"). Dee Dee torna a parlar amb el senyor Hawkins, que la recrimina per ser tan egocèntrica. Ella interpreta la seva cançó favorita per animar-lo i promet que començarà a pensar en els altres ("The Lady's Improving"). Trent decideix que pot ser capaç de canviar d'opinió als joves de la ciutat a causa de la seva educació en un petit poble. S'enfronta a diversos estudiants sobre com ells i les seves famílies trenquen cada dia la paraula de la Bíblia i com són d'hipòcrites. Els anima a seguir sobretot "estima el teu proïsme" ("Love Thy Neighbor").
Alyssa es reuneix amb l'Emma per demanar disculpes, explicant-li tota la pressió que fa la seva mare perquè sigui perfecta i com culpa a Alyssa de la marxa del seu pare. Emma no pot acceptar les seves disculpes i es trenquen ("Alyssa Greene"). Els actors reserven a Emma una aparició a la televisió, però ella la rebutja i els diu que té el seu propi pla per controlar la narrativa i canviar d'opinió. Convençuda que el seu pla funcionarà i que podran tenir un ball de graduació per a tothom, Emma demana a Barry que sigui la seva cita perquè finalment pugui complir el seu somni. Barry, molt content, està d'acord quan explica la seva experiència perdent el seu propi ball de graduació ("Barry Is Going to Prom"). L'Emma penja un vídeo cantant amb la seva guitarra sobre les seves lluites i el seu desig d'acceptació, però, malgrat això, està orgullosa de qui és i ja no s'amagarà. Inspira d'altres membres de la comunitat LGBTQ+ de la zona i de tot el país per comentar el seu suport a ella i com els ha ajudat ("Unruly Heart"). El vídeo es fa viral i inspira els actors a planificar un ball inclusiu per a Emma i tots els nens LGBTQ + de tot l'estat. Els actors volen que Emma tingui finalment un ball de graduació, però l'escola no en té els diners.
Tots els actors fan una donació, inclosa Dee Dee, que li lliura la seva targeta American Express Black. El PTA s'enfada per la possibilitat d'un nou ball de graduació, però els estudiants manifesten el seu suport a un ball de graduació inclusiu, gràcies als esforços de Trent per canviar d'opinió. Els estudiants suggereixen que Trent es quedi a Indiana i es converteixi en el seu professor de teatre. Alyssa surt a la seva mare davant de l'escola, confessant el seu amor per l'Emma. La senyora Greene es resisteix a acceptar Alyssa tal com és, però Barry intervé dient que si no accepta Alyssa, la perdrà. Està devastada però comença a ser més oberta i accepta escoltar la seva filla. El PTA retrocedeix i ràpidament fa plans per a un nou ball de graduació, mentre que Dee Dee i Barry qüestionen què és "l'èxit". L'escola fa aquest ball més inclusiu i hi assisteixen les parelles LGBTQ + de la zona, juntament amb les parelles directes de l'escola James Madison.

## Números musicals
| Acte I - "Changing Lives" - Dee Dee, Barry, Conjunt - "Changing Lives" (Reprise) - Dee Dee, Barry, Angie, Trent - "Just Breathe" - Emma - "It's Not About Me" - Dee Dee, Barry, Angie, Trent, Conjunt - "Dance with You" - Emma, Alyssa - "The Acceptance Song" - Trent, Dee Dee, Barry, Angie, Conjunt - "You Happened" - Emma, Alyssa, Kevin, Nick, Conjunt - "We Look to You" - Mr. Hawkins - "Tonight Belongs to You" - Barry, Emma, Mrs. Greene, Ashley, Mandy, Conjunt |  | Acte II - Entr'acte - Orquestra - "Zazz" - Angie, Emma - "The Lady's Improving" - Dee Dee - "Love Thy Neighbor" - Trent, Conjunt - "Alyssa Greene" - Alyssa - "Barry Is Going to Prom" - Barry - "Unruly Heart" - Emma, Conjunt - "It's Time to Dance" - Emma, Alyssa, Companyia |

### Gravació
L'enregistrament original de Broadway de The Prom es va publicar digitalment el 14 de desembre de 2018. L'àlbum físic es va publicar l'11 de gener de 2019.

## Personatges i repartiments
| Personatges                                    | Atlanta (2016)     | Broadway (2018)    |
| ---------------------------------------------- | ------------------ | ------------------ |
| Emma Nolan                                     | Caitlin Kinnunen   | Caitlin Kinnunen   |
| Barry Glickman                                 | Brooks Ashmanskas  | Brooks Ashmanskas  |
| Dee Dee Allen                                  | Beth Leavel        | Beth Leavel        |
| Alyssa Greene                                  | Anna Grace Barlow  | Isabelle McCalla   |
| Trent Oliver                                   | Christopher Sieber | Christopher Sieber |
| Tom Hawkins                                    | Martin Moran       | Michael Potts      |
| Angie Dickinson                                | Angie Schworer     | Angie Schworer     |
| Mrs. Greene                                    | Courtenay Collins  | Courtenay Collins  |
| Sheldon Saperstein                             | Josh Lamon         | Josh Lamon         |
| Ashley (renamed Shelby in Broadway production) | Collins Conley     | Kalyn West         |
| Mandy (renamed Kaylee in Broadway production)  | Becca Lee          | Becca Lee          |
| Olivia Keating                                 | Aléna Watters      | Courtney Balan     |
| Kevin                                          | Kevin Csolak       | Drew Redington     |
| Nick Boomer/Second reporter                    | Teddy Toye         | Teddy Toye         |
| Motel clerk                                    | Josh Franklin      | Josh Franklin      |

## Recepció crítica
The Prom va ser el primer musical de la temporada de Broadway 2018–2019 que va ser nomenat pel New York Times Critics Pick, amb Jesse Green que el va anomenar "un xoc tan alegre. Amb el seu ball cinètic, els seus amplis atacs i els seus himnes, et fa creure en comèdia musical de nou".
Frank Rizzo, que escrivia per a Variety, va escriure que "amb una partitura melòdica, un llibre divertit i actuacions que recorden el que és el cor de Broadway i la chutzpah, aquesta celebritat d'un espectacle resulta ser una producció alegre, divertida i dolça. això hauria d'atraure a diverses generacions de fans dels musicals."
Sara Holdren va escriure a New York Magazine: "Hi ha una autèntica alegria que surt de l'escenari a The Prom que estàs disposat a estar disposat a perdonar-lo per les seves falles menors ... Vaig deixar anar diverses llàgrimes reals a l'escena final de The Prom? Potser sí ... rarament deixava de riure. L'espectacle està ple de delícies enginyoses".
Adam Feldman de Time Out Magazine va donar a l'espectacle 4 estrelles de 5, dient: "És feliç veure una comèdia musical que es relaciona amb preguntes modernes, amb un romanç de lesbianes adolescents al centre per arrencar ... Però, tot i que els números són contemporanis, hi ha una sensació dels anys vuitanta en els tipus de personatges i l'estil general de la partitura de Chad Beguelin i Matthew Sklar, que s'assembla al seu treball a  The Wedding Singer ; una dosi més forta de realitat a les lletres i al llibre (de Beguelin i Bob Martin) seria justifiqueu millor l'eventual gir del programa cap a l'educació sentimental. Però la direcció alegre de Casey Nicholaw ajuda a donar a l'espectacle prou impuls per superar els seus sots narratius i ocasionals cops de pesadesa".
A The Hollywood Reporter, David Rooney va titllar l'espectacle “d'una sola sàtira, plena de delicioses bromes teatrals lliurades amb aplom pels veterans de l'escenari del joc que jugaven caricatures d'ells mateixos; i un moment d'ensenyament de la inclusió d'una part, que ens recorda que hi ha un lloc per a tothom sota els globus Mylar en un ball de l'escola secundària, fins i tot a la conservadora Indiana. Si les dues meitats no són del tot perfectes, sobretot en el segon acte desigual, l'espectacle té prou humor i cor per empaperar-se les esquerdes."

## Adaptacions

### Cinema
El 9 d'abril de 2019, en una actuació benèfica de l'espectacle organitzat pel cineasta i famós televisiu Ryan Murphy, Murphy va anunciar les seves intencions d'adaptar l'espectacle en una pel·lícula per a Netflix. Murphy va dir en una entrevista que tenia la intenció que la pel·lícula es fes ràpidament, i que la producció de plató comencés el desembre del 2019. S'esperava que la pel·lícula "arribi al servei de transmissió a la tardor del 2020". El 25 de juny de 2019 (actualitzat el 26 de juny), es va informar que s'espera que la pel·lícula estigui protagonitzada per Meryl Streep, Nicole Kidman, James Corden, Andrew Rannells, Keegan-Michael Key i Awkwafina. L'1 de novembre de 2019 es va anunciar que Ariana DeBose interpretaria el paper d'Alyssa. El 25 de novembre de 2019, es va anunciar que la nouvinguda Jo Ellen Pellman seria el personatge principal, Emma Nolan. El 25 de gener del 2020 es va anunciar que Kevin Chamberlin substituiria Awkwafina en el paper de Sheldon Saperstein, revertint el gènere original del personatge al musical, ja que Awkwafina estava ocupat amb el rodatge de la seva sèrie de televisió Awkwafina Is Nora from Queens.

### Novel·lació
El 10 de setembre de 2019 es va llançar una adaptació de la novel·la per a joves per a adults de Penguin Young Readers' Viking Children's Books. Saundra Mitchell el va escriure, treballant amb els creadors de l'espectacle per transformar el musical en un llibre

## Altres
El petó de les actrius Caitlin Kinnunen i Isabelle McCalla durant l'actuació de The Prom a la desfilada del Dia d'Acció de Gràcies de Macy 2018 va rebre una important atenció mediàtica per ser el primer petó LGBTQ de la història de la difusió.
El 3 d'agost de 2019, després d'una representació de l'espectacle al teatre Longacre, es va produir el primer casament a l'escenari de Broadway, entre un coordinador de guions del programa i una cantant i actriu que havia treballat recentment amb el director musical de l'espectacle. Va ser un casament entre dues dones.

## Premis i nominacions

### Producció de Broadway
| Any  | Premi                        | Categoria                                                     | Nominat                                                       | Resultat  |
| ---- | ---------------------------- | ------------------------------------------------------------- | ------------------------------------------------------------- | --------- |
| 2019 | Premis Tony                  | Millor musical                                                | Millor musical                                                | Nominat   |
| 2019 | Premis Tony                  | Millor llibret                                                | Chad Beguelin i Bob Martin                                    | Nominat   |
| 2019 | Premis Tony                  | Millor banda sonora                                           | Chad Beguelin and Matthew Sklar                               | Nominat   |
| 2019 | Premis Tony                  | Millor actor protagonista de musical                          | Brooks Ashmanskas                                             | Nominat   |
| 2019 | Premis Tony                  | Millor actriu protagonista de musical                         | Caitlin Kinnunen                                              | Nominat   |
| 2019 | Premis Tony                  | Millor actriu protagonista de musical                         | Beth Leavel                                                   | Nominat   |
| 2019 | Premis Tony                  | Millor direcció de musical                                    | Casey Nicholaw                                                | Nominat   |
| 2019 | Premi Drama Desk             | Musical destacat                                              | Musical destacat                                              | Guanyador |
| 2019 | Premi Drama Desk             | Llibret destacat d'un musical                                 | Chad Beguelin i Bob Martin                                    | Nominat   |
| 2019 | Premi Drama Desk             | Lletres destacades                                            | Chad Beguelin                                                 | Nominat   |
| 2019 | Premi Drama Desk             | Actor destacat en un musical                                  | Brooks Ashmanskas                                             | Nominat   |
| 2019 | Premi Drama Desk             | Actriu destacada en un musical                                | Beth Leavel                                                   | Nominat   |
| 2019 | Premis Outer Critics Circle  | Musical nou sestacat de Broadway                              | Musical nou sestacat de Broadway                              | Nominat   |
| 2019 | Premis Outer Critics Circle  | Partitura nova destacada (Broadway o Off-Broadway)            | Matthew Sklar and Chad Beguelin                               | Nominat   |
| 2019 | Premis Outer Critics Circle  | Actor destacat en un musical                                  | Brooks Ashmanskas                                             | Nominat   |
| 2019 | Premis Outer Critics Circle  | Actriu destacada en un musical                                | Beth Leavel                                                   | Nominat   |
| 2019 | Premis Drama League          | Producció excepcional d'un musical de Broadway o Off-Broadway | Producció excepcional d'un musical de Broadway o Off-Broadway | Nominat   |
| 2019 | Premis Drama League          | Premi a la interpretació distingida                           | Brooks Ashmanskas                                             | Nominat   |
| 2019 | Premis Drama League          | Premi a la interpretació distingida                           | Beth Leavel                                                   | Nominat   |
| 2019 | Premis Broadway.com Audience | Musical nou favorit                                           | Musical nou favorit                                           | Nominat   |
| 2019 | Premis Broadway.com Audience | Actriu protagonista favorita en un musical                    | Caitlin Kinnunen                                              | Nominat   |
| 2019 | Premis Broadway.com Audience | Actriu protagonista favorita en un musical                    | Beth Leavel                                                   | Nominat   |
| 2019 | Premis Broadway.com Audience | Actuació divertida favorita                                   | Beth Leavel                                                   | Nominat   |
| 2019 | Premis Broadway.com Audience | Actuació divertida favorita                                   | Brooks Ashmanskas                                             | Nominat   |
| 2019 | Premis Broadway.com Audience | Actuació favorita de Diva                                     | Brooks Ashmanskas                                             | Nominat   |
| 2019 | Premis Broadway.com Audience | Parella favorit a l'escenari                                  | Caitlin Kinnunen and Isabelle McCalla                         | Nominat   |
| 2019 | Premis Broadway.com Audience | Actuació avançada preferida (femení                           | Isabelle McCalla                                              | Nominat   |
| 2019 | Premis Broadway.com Audience | Cançó nova preferida                                          | "Dance With You"                                              | Nominat   |